# Жегловка (деревня)
Жегловка — деревня в Вяземском районе Смоленской области России. Входит в состав Исаковского сельского поселения. По состоянию на 2007 год постоянного населения не имеет.
Расположена в восточной части области в 22 км к юго-востоку от Вязьмы, в 20 км восточнее автодороги Р132 Вязьма — Калуга — Тула — Рязань, на берегу реки Вороновки. В 9 км севернее деревни расположена железнодорожная станция Исаково на линии Вязьма — Калуга.

## История
В годы Великой Отечественной войны деревня была оккупирована гитлеровскими войсками в октябре 1941 года, освобождена в марте 1943 года.